# Peter Morén

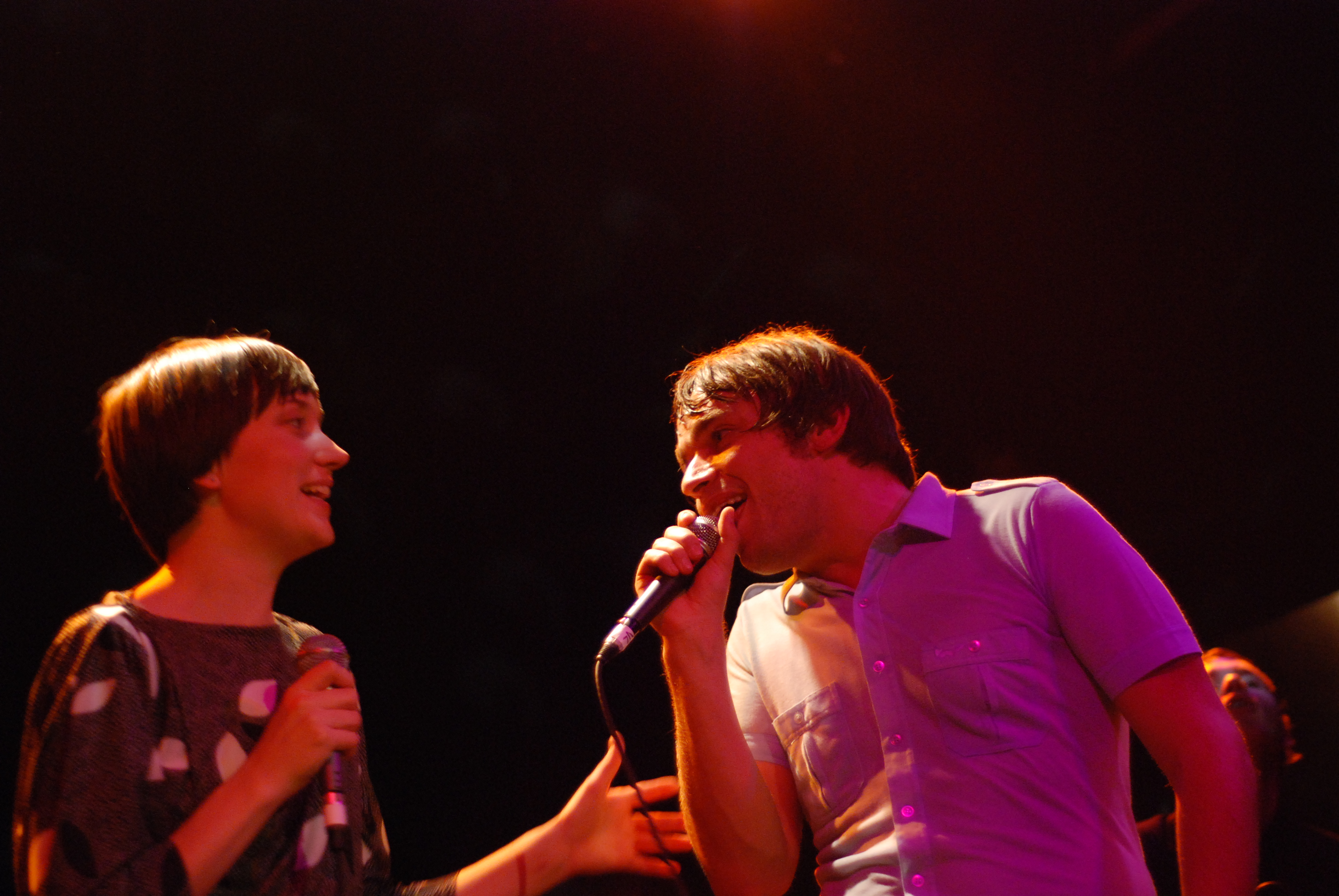
Victoria Bergsman et Peter Morén en concert au Bowery Ballroom de New York en janvier 2007.

Peter Morén est un musicien suédois. Il est depuis 1999 le chanteur principal et le guitariste du trio Peter Bjorn and John. Il joue aussi de l'harmonica.
Le premier album solo de Peter Morén, The Last Tycoon, est paru le 7 avril 2008 en Europe et le 8 avril 2008 en Amérique du Nord. Il a par la suite amorcé une tournée sans les autres musiciens de Peter Bjorn and John.

## Discographie

### Avec Peter Bjorn and John
- Peter Bjorn and John (2002).
- Falling Out (2005).
- Writer's Block (2006).

### Solo
- The Last Tycoon (2008).
- I spåren av tåren
- Pyramiden (2012)